# Arbre enraciné
Pour les articles homonymes, voir Arbre (homonymie).
 (décembre 2020).
Si vous disposez d'ouvrages ou d'articles de référence ou si vous connaissez des sites web de qualité traitant du thème abordé ici, merci de compléter l'article en donnant les références utiles à sa vérifiabilité et en les liant à la section « Notes et références ».

Un arbre binaire de hauteur 3

En théorie des graphes, un arbre enraciné ou une arborescence est un graphe acyclique orienté possédant une unique racine, et tel que tous les nœuds sauf la racine ont un unique parent.
En informatique, c'est également une structure de données récursive utilisée pour représenter ce type de graphes.

## Vocabulaire
Dans un arbre, on distingue deux catégories d'éléments :
- les feuilles (ou nœuds externes), éléments ne possédant pas de fils dans l'arbre ;
- les nœuds internes, éléments possédant des fils (sous-branches).

La racine de l'arbre est l'unique nœud ne possédant pas de parent. Les nœuds (les pères avec leurs fils) sont reliés entre eux par une arête. Selon le contexte, un nœud peut désigner un nœud interne ou externe (feuille) de l'arbre.
La profondeur d'un nœud est la distance, i.e. le nombre d'arêtes, de la racine au nœud. La hauteur d'un arbre est la plus grande profondeur d'une feuille de l'arbre. La taille d'un arbre est son nombre de nœuds (en comptant les feuilles ou non), la longueur de cheminement est la somme des profondeurs de chacune des feuilles.
Les arbres peuvent être étiquetés. Dans ce cas, chaque nœud possède une étiquette, qui est en quelque sorte le « contenu » du nœud. L'étiquette peut être très simple : un nombre entier, par exemple. Elle peut également être aussi complexe que l'on veut : un objet, une instance d'une structure de données, un pointeur, etc. Il est presque toujours obligatoire de pouvoir comparer les étiquettes selon une relation d'ordre total, afin d'implanter les algorithmes sur les arbres. Un arbre de probabilité est un arbre enraciné étiqueté particulier.
Les fichiers et dossiers dans un système de fichiers sont généralement organisés sous forme arborescente. Voir par exemple la FHS.
Les arbres sont en fait rarement utilisés en tant que tels, mais de nombreux types d'arbres avec une structure plus restrictive existent et sont couramment utilisés en algorithmique, notamment pour gérer des bases de données, ou pour l'indexation de fichiers. Ils permettent alors des recherches rapides et efficaces. Nous vous en donnons ici les principaux exemples :
- Les arbres binaires dont chaque nœud a au plus deux fils : ils sont en fait utilisés sous forme d'arbres binaires de recherche, de tas, d'AVL, ou encore d'arbres rouge-noir. Les deux derniers exemples sont des cas particuliers d'arbres équilibrés, c'est-à-dire d'arbres dont les sous-branches ont presque la même hauteur.
- Les arbres n-aires qui sont une généralisation des arbres binaires : chaque nœud a au plus n fils. Les arbres 2-3-4 et les arbres B en sont des exemples d'utilisation et sont eux aussi des arbres équilibrés.

## Construction
Pour construire un arbre à partir de cases ne contenant que des informations, on peut procéder de l'une des trois façons suivantes : 
1. Créer une structure de données composée de : 
  1. l'étiquette (la valeur contenue dans le nœud),
  2. un lien vers chaque nœud fils,
  3. un arbre particulier, l'arbre vide, qui permet de caractériser les feuilles. Une feuille a pour fils des arbres vides uniquement.
2. Créer une structure de données composée de : 
  1. l'étiquette (la valeur contenue dans le nœud),
  2. un lien vers le « premier » nœud fils (nœud fils gauche le cas échéant),
  3. un autre lien vers le nœud frère (le « premier » nœud frère sur la droite le cas échéant).
3. Créer une structure de données composée de : 
  1. l'étiquette (la valeur contenue dans le nœud),
  2. un lien vers le nœud père.

On note qu'il existe d'autres types de représentation propres à des cas particuliers d'arbres. Par exemple, le tas est représenté par un tableau d'étiquettes.

## Parcours

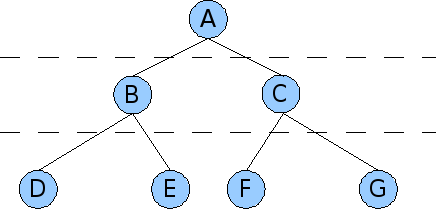
Arbre d'exemple pour les parcours d'arbre

Les parcours d'arbre sont des processus de visites des sommets d'un arbre, par exemple pour trouver une valeur.

### Parcours en largeur
Le parcours en largeur correspond à un parcours par niveau de nœuds de l'arbre. 
Un niveau est un ensemble de nœuds internes 
ou de feuilles situés à la même profondeur — on parle aussi de nœud ou de feuille de même hauteur dans l'arbre considéré. L'ordre de parcours d'un niveau donné est habituellement conféré, de manière récursive, par l'ordre de parcours des nœuds parents — nœuds du niveau immédiatement supérieur.
Ainsi, si l'arbre précédent est utilisé, le parcours sera A, B, C, D, E, F puis G.

### Parcours en profondeur
Le parcours en profondeur est un parcours récursif sur un arbre. Dans le cas général, deux ordres sont possibles :
- Parcours en profondeur préfixe : dans ce mode de parcours, le nœud courant est traité avant ses descendants. Ainsi, si l'arbre précédent est utilisé, le parcours sera A, B, D, E, C, F puis G.
- Parcours en profondeur suffixe : dans ce mode de parcours, le nœud courant est traité après ses descendants. Ainsi, si l'arbre précédent est utilisé, le parcours sera D, E, B, F, G, C puis A. Ce mode de parcours correspond à une notation polonaise inversée.

Pour les arbres binaires, on peut également faire un parcours infixe, c'est-à-dire traiter le nœud courant entre les nœuds gauche et droit. Ainsi, si l'arbre précédent est utilisé, le parcours sera D, B, E, A, F, C puis G.

#### Notions apparentées
- Arbre (graphe)
- Arbre (mathématiques)
- Arbre de Galton-Watson
- Arbre de Merkle (informatique)
- Pile spaghetti

#### Structures de données dérivées
- Les arbres binaires, en particulier les arbres binaires de recherche et les tas ;
- Les arbres équilibrés, parmi lesquels on trouve les arbres AVL et les arbres bicolores (qui sont aussi des arbres binaires de recherche), ainsi que les arbres B ;
- Les arbres syntaxiques (en linguistique et en compilation) ;
- Les tries et les arbres de suffixes (utilisés en algorithmique du texte) ;
- Les arbres de complétion utilisés pour réaliser un complètement ;
- Les octrees et quadtrees.